# Berend von Uexküll

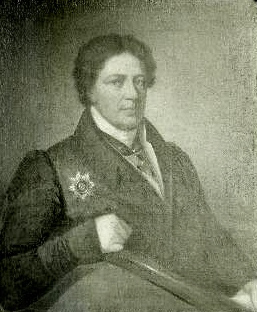
Berend Johann von Uexküll

Berend Johann Freiherr von Uexküll (russisch Борис Васильевич Икскуль Boris Wassiljewitsch Ikskul; * 20. Septemberjul. / 1. Oktober 1762greg. in Reval; † 29. Apriljul. / 11. Mai 1827greg. in Heimar) war ein estländischer Ritterschaftshauptmann und Zivilgouverneur.

## Leben

### Herkunft und Familie
Berend von Uexküll entstammte dem estländischen Adelsgeschlecht Uexküll. Seine Eltern waren der russische Leutnant und Arrendator von Nyby Gotthard Wilhelm von Uexküll (1735–1778) und Johanna Juliana, geb. Austin (1741–1816). Berend vermählte sich 1792 mit Elisabeth Gräfin von Sievers (1776–1865), einer Tochter von Jacob Johann Sievers (1731–1808). Aus der Ehe gingen 10 Kinder hervor.

### Werdegang
Uexküll absolvierte seine Schulbildung in Riga. Hiernach bestritt er eine Offizierslaufbahn in der Kaiserlich Russischen Armee, war 1788 Major im Podolsker Dragoner-Regiment und hat 1789 als Oberst seinen Abschied erhalten.
Seit 1790 war er Majoratsbesitzer von Alt- und Stein-Fickel, zudem Besitzer der weiteren estländischen Landgüter Heimar, Nelwa, Jeddefer, Matzal, Alt- und Neu-Kasty, Nurms und Walck. Er führte auf seinen Gütern die Verwendung von Torf als Brennmaterial und den Anbau von Kartoffeln ein, setzte sich weiterhin für das Schulwesen ein und sorgte für Entwässerungsanlagen. Seit 1792 ließ er in Fickel einen Park anlegen. 
In den Jahren 1792 bis 1796 war Uexküll Kreismarschall. Von 1799 bis 1800 war er Leiter der Verwaltung der Findelhäuser in St. Petersburg und wurde Staatsrat. Er war dann von 1801 bis 1805 Kreisdeputierter sowie von 1806 bis 1809 Ritterschaftshauptmann und gleichzeitig Befehlshaber der Landmiliz. In der darauffolgenden Stellung als Zivilgouverneur von Estland, die er von 1808 bis 1809 ausfüllte, setzte er sich für Reformen ein. Hiernach war er bis 1821 Senator und avancierte zum Geheimrat. 
Uexküll war Träger des St.-Anna-Ordens I. Klasse und des St.-Wladimir-Ordens II. Klasse.